# 猪熊信男
猪熊 信男（いのくま のぶお、1882年5月5日 - 1963年7月3日）は、明治時代から昭和時代にかけて活躍した日本の歴史学者、国文学者。
雅号は恩頼堂学人（おんらいどうがくじん）、電影子（でんえいし）、樟園（しょうえん）。

## 生涯
1882年（明治15年）5月5日、蜂須賀喜心の三男として誕生する。
1895年（明治28年）、13歳で猪熊家の養子となる。旧制高松中学校を卒業する。
1905年（明治38年）、鹿児島県の第七高等学校を卒業し、京都帝国大学工科大学に進学して電気工学を学んだ。
1916年（大正5年）、自身が志した宸筆研究の集大成として『宸筆集』を刊行し、宸筆博士（しんぴつはかせ）の異名を得る。
1924年（大正13年）、恩賜京都博物館学芸委員に就任し、東山御文庫の調査を命じられる。
1925年（大正14年）、宮内省図書寮御用掛を拝命する。
1941年（昭和16年）、辞職して白鳥に帰郷、蔵書整理等を行う。のち香川県文化財専門委員も務める。
1963年（昭和38年）7月3日、持病の狭心症のため、81歳で亡くなった。

## 著作

### 単著
- 「文貞公眞蹟並に詳傳」『小御門叢書第三』小御門神社編、小御門神社、1936年。
- 『後鳥羽上皇の熊野懐紙と後奈良天皇の勅筆諸国心経』名古屋史談会編、名古屋史談会、1933年。

### 寄稿
- 「宗敎家の社會事業に就て」『六大新報』第897号、1921年1月、3-5頁。
- 「國寶の御添物」『日本美術工芸』第52号、1947年8月、22-23頁。
- 「円能斎と桂離宮」『茶道月報』第435号、1948年10月、14-15頁。
- 「茶盌の開眼」『日本美術工芸』第240号、1949年6月、20, 36頁。
- 「銘開眼新盌（詩歌）」『茶道月報』第466号、1951年5月、19頁。
- 「茶道具の取合：上」『茶道月報』第468号、1951年7月、26-29頁。
- 「茶道具の取合：下」『茶道月報』第469号、1951年8月、28-31頁。
- 「讃岐の忘貝」『日本美術工芸』第156号、1951年10月、33-36頁。
- 「神谷宗湛自筆書状」『茶道月報』第505号、1954年8月、4-12頁。
- 「漢詩のクイズ」『日本美術工芸』第229号、1957年10月、35-38頁。
- 「高松陶磁協會十周年記念講演並茶會」『日本美術工芸』第235号、1958年4月、72-73頁。
- 「応挙の白鳥について：上」『日本美術工芸』第240号、1958年9月、48-53頁。
- 「応挙の白鳥について：下」『日本美術工芸』第241号、1958年10月、35-39頁。
- 「円山応挙の名と字について」『日本美術工芸』第258号、1960年3月、27-28頁。
- 「高松陶磁協会庚子春季大会記」『日本美術工芸』第260号、1960年5月、63-64頁。
- 「岡田為恭の「記録」研究」『日本美術工芸』第261号、1960年6月、27-29頁。
- 「応挙のかわり印「比叡難忘」」『日本美術工芸』第253号、1959年10月、28-30頁。
- 「柴野栗山の書風」『日本美術工芸』第265号、1960年10月、14-20頁。
- 「涌蓮法師について」『日本美術工芸』第272号、1961年7月、34-37頁。